# Homestead-Miami Speedway
Homestead-Miami Speedway é um autódromo com um formato oval localizado à sudoeste de Miami, em Homestead, estado da Flórida, nos Estados Unidos.

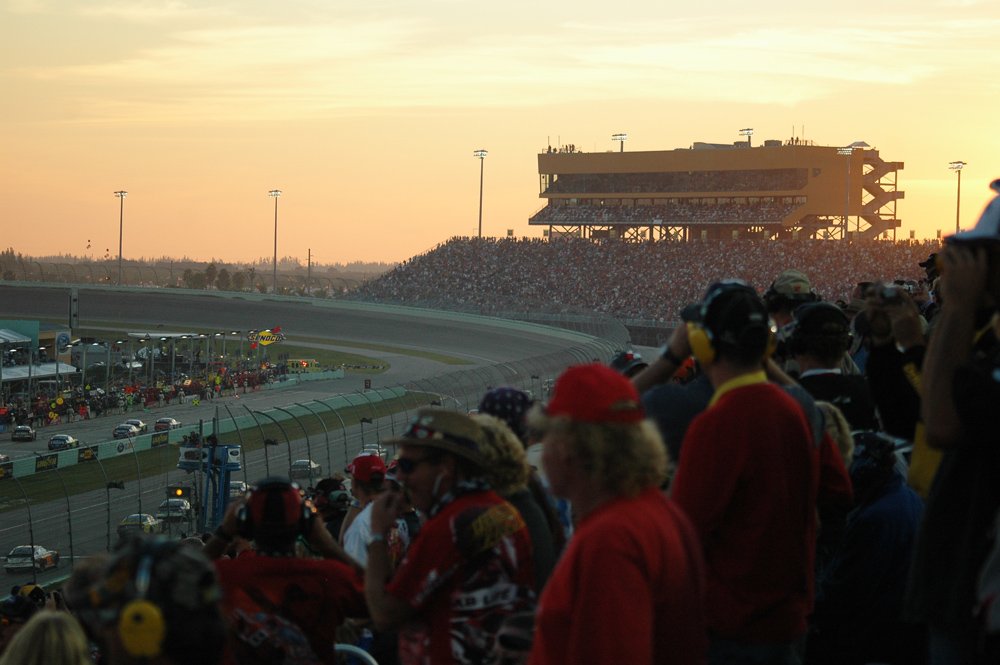
Vista do autódromo.

Com 1.5 milhas ou 2.4 km de extensão e inclinações de 18 a 20 graus nas curvas, suporta um público de 65 mil pessoas e recebe provas da NASCAR Sprint Cup Series, Nationwide Series e Camping World Truck Series, e também uma prova da Indy Racing League.

## História
O autódromo foi inaugurado em 1995 na última corrida da temporada da NASCAR Busch Series, possuía 4 curvas semelhante ao Indianapolis Motor Speedway, em 1996 recebeu a primeira corrida da CART após a separação com a IRL, no meio do ano de 1997 passou por uma reforma que passou de quatro para duas curvas, em 2003 passou por outra reforma que aumentou o grau de inclinação nas curvas, em 2005 ganhou iluminação para corrida noturna.

## Traçados disponíveis
Todos os mapas de uso linhas tracejadas cinza para os demais cursos. Sólida linhas cinzentas representam opções pit outro caminho para o percurso indicado.

Speedway
Curso Road
Curso Hybrid—Oficialmente chamado de "Modified Road Course"